# Chursdorf
Chursdorf este o comună din landul Turingia, Germania.
1. 1 2  GeoNames